# كونسبسيون ديل أوروغواي (مدينة)
كونسبسيون ديل أوروغواي (بالإسبانية: Concepción del Uruguay)‏ هي منطقة سكنية تقع في الأرجنتين في إنتري ريوس (محافظة).[بحاجة لمصدر] يقدر عدد سكانها بـ 64,954 نسمة.

## المناخ
يظهر الجدول التالي التغييرات المناخية على مدار السنة لكونسبسيون ديل أوروغواي:
| البيانات المناخية لـكونسبسيون ديل أوروغواي            | البيانات المناخية لـكونسبسيون ديل أوروغواي | البيانات المناخية لـكونسبسيون ديل أوروغواي | البيانات المناخية لـكونسبسيون ديل أوروغواي | البيانات المناخية لـكونسبسيون ديل أوروغواي | البيانات المناخية لـكونسبسيون ديل أوروغواي | البيانات المناخية لـكونسبسيون ديل أوروغواي | البيانات المناخية لـكونسبسيون ديل أوروغواي | البيانات المناخية لـكونسبسيون ديل أوروغواي | البيانات المناخية لـكونسبسيون ديل أوروغواي | البيانات المناخية لـكونسبسيون ديل أوروغواي | البيانات المناخية لـكونسبسيون ديل أوروغواي | البيانات المناخية لـكونسبسيون ديل أوروغواي | البيانات المناخية لـكونسبسيون ديل أوروغواي |
| الشهر                                                 | يناير                                      | فبراير                                     | مارس                                       | أبريل                                      | مايو                                       | يونيو                                      | يوليو                                      | أغسطس                                      | سبتمبر                                     | أكتوبر                                     | نوفمبر                                     | ديسمبر                                     | المعدل السنوي                              |
| ----------------------------------------------------- | ------------------------------------------ | ------------------------------------------ | ------------------------------------------ | ------------------------------------------ | ------------------------------------------ | ------------------------------------------ | ------------------------------------------ | ------------------------------------------ | ------------------------------------------ | ------------------------------------------ | ------------------------------------------ | ------------------------------------------ | ------------------------------------------ |
| الدرجة القصوى °م (°ف)                                 | 40.4 (104.7)                               | 38.1 (100.6)                               | 38.0 (100.4)                               | 35.3 (95.5)                                | 32.9 (91.2)                                | 27.9 (82.2)                                | 30.8 (87.4)                                | 33.6 (92.5)                                | 36.8 (98.2)                                | 37.9 (100.2)                               | 37.6 (99.7)                                | 40.4 (104.7)                               | 40.4 (104.7)                               |
| متوسط درجة الحرارة الكبرى °م (°ف)                     | 31.1 (88.0)                                | 29.6 (85.3)                                | 28.0 (82.4)                                | 23.7 (74.7)                                | 20.2 (68.4)                                | 17.2 (63.0)                                | 16.8 (62.2)                                | 19.2 (66.6)                                | 20.7 (69.3)                                | 23.9 (75.0)                                | 26.6 (79.9)                                | 29.4 (84.9)                                | 23.9 (75.0)                                |
| المتوسط اليومي °م (°ف)                                | 24.7 (76.5)                                | 23.5 (74.3)                                | 21.8 (71.2)                                | 17.8 (64.0)                                | 14.3 (57.7)                                | 11.5 (52.7)                                | 11.0 (51.8)                                | 12.9 (55.2)                                | 14.6 (58.3)                                | 17.9 (64.2)                                | 20.7 (69.3)                                | 23.0 (73.4)                                | 17.8 (64.1)                                |
| متوسط درجة الحرارة الصغرى °م (°ف)                     | 18.5 (65.3)                                | 17.9 (64.2)                                | 16.2 (61.2)                                | 12.5 (54.5)                                | 9.1 (48.4)                                 | 6.6 (43.9)                                 | 5.9 (42.6)                                 | 7.1 (44.8)                                 | 8.7 (47.7)                                 | 11.9 (53.4)                                | 14.5 (58.1)                                | 16.8 (62.2)                                | 12.1 (53.9)                                |
| أدنى درجة حرارة °م (°ف)                               | 8.0 (46.4)                                 | 7.3 (45.1)                                 | 5.3 (41.5)                                 | 0.5 (32.9)                                 | −3.3 (26.1)                                | −4.2 (24.4)                                | −4.8 (23.4)                                | −4.1 (24.6)                                | −4.3 (24.3)                                | −0.8 (30.6)                                | 2.0 (35.6)                                 | 6.7 (44.1)                                 | −4.8 (23.4)                                |
| الهطول مم (إنش)                                       | 109.4 (4.31)                               | 120.8 (4.76)                               | 123.8 (4.87)                               | 130.3 (5.13)                               | 88.1 (3.47)                                | 57.6 (2.27)                                | 49.6 (1.95)                                | 51.4 (2.02)                                | 66.5 (2.62)                                | 109.7 (4.32)                               | 112.6 (4.43)                               | 119.9 (4.72)                               | 1٬139٫7 (44.87)                            |
| متوسط الرطوبة النسبية (%)                             | 67                                         | 72                                         | 74                                         | 78                                         | 80                                         | 82                                         | 79                                         | 75                                         | 73                                         | 72                                         | 69                                         | 66                                         | 74                                         |
| ساعات سطوع الشمس الشهرية                              | 291.4                                      | 231.7                                      | 232.5                                      | 186.0                                      | 176.7                                      | 138.0                                      | 164.3                                      | 182.9                                      | 195.0                                      | 229.4                                      | 264.0                                      | 285.2                                      | 2٬577٫1                                    |
| ساعات سطوع الشمس اليومية                              | 9.4                                        | 8.2                                        | 7.5                                        | 6.2                                        | 5.7                                        | 4.6                                        | 5.3                                        | 5.9                                        | 6.5                                        | 7.4                                        | 8.8                                        | 9.2                                        | 7.1                                        |
| المصدر: Instituto Nacional de Tecnología Agropecuaria |                                            |                                            |                                            |                                            |                                            |                                            |                                            |                                            |                                            |                                            |                                            |                                            |                                            |

## أعلام
- لوسيانو ليغيزامون
- نيكولاس توريس
- بول غونتر لورنتز
- أغوستين بيدرو خوستو
- ماورو دياز
- أنطونيو ريفيرو
- ألبرتو سوريانو